# Diez de Agosto (Pastaza)
Diez de Agosto, alternative Schreibweise: 10 de Agosto, ist eine Ortschaft und eine Parroquia rural („ländliche Gemeinde“) im Kanton Pastaza der ecuadorianischen Provinz Pastaza. Die Parroquia besitzt eine Fläche von 93,37 km². Die Einwohnerzahl lag im Jahr 2010 bei 1144. Die Parroquia wurde am 29. November 1967 gegründet. Der Name erinnert an den 10. August 1809, als es in Quito einen Aufstand gab, der zur ersten Ausrufung der Unabhängigkeit Ecuadors führte.

## Lage
Die Parroquia Diez de Agosto liegt im Amazonastiefland östlich der Provinzhauptstadt Puyo. Der Oberlauf des Río Arajuno durchquert das Gebiet in ostnordöstlicher Richtung. Eine Straße führt von Puyo zum 11 km ostnordöstlich gelegenen Hauptort Diez de Agosto.
Die Parroquia Diez de Agosto grenzt im Osten an die Parroquia El Triunfo, im Süden an die Parroquia Veracruz, im Westen an Puyo, im Nordwesten an die Parroquia Fátima und im Norden an die Parroquia Teniente Hugo Ortiz.